# Taiyutyla variata
Taiyutyla variata är en mångfotingart som beskrevs av Shear 1976. Taiyutyla variata ingår i släktet Taiyutyla och familjen Conotylidae. Inga underarter finns listade i Catalogue of Life.